# Lewi Pethrus
Lewi Pethrus (Vargön, Gotalândia Ocidental, 11 de março de 1884 - Estocolmo, 4 de setembro de 1974) foi um ministro Pentecostal da Suécia que desempenhou um papel decisivo na formação e desenvolvimento do movimento pentecostal em seu país.

## Vida
Petrhus realizou trabalhos manuais a partir de dez anos de idade, sendo aprendiz de uma fábrica de sapato em 1899. Naquele ano, ele foi batizado na Igreja Batista em Venersburgo. Depois de emigrar para Noruega em 1900, ele se tornou co-pastor da Igreja Batista em Arendal em 1902, junto com Adolf Mildes. Ele começou a falar em línguas, algo creditado pelos pentecostais ser evidência de ter recebido o batismo do Espírito Santo, após uma série de reuniões em Lillestrand.Ele alegou que a experiência lhe aconteceu de forma espontânea e que ele não entendia na altura que estava acontecendo.
Pethrus e sua Igreja Filadelfia enviou muitos missionários para a África, América Latina e Europa continental, e manteve laços com os pentecostais escandinavos norte-americanos pertencentes à Sociedade das Assembléias cristãs e as Assembléias Independentes de Deus, International.
Pethrus patrocinou a fundação de uma escola secundária em 1942 e Dagen, um jornal diário, em 1945. Um fundo de crédito foi criado em 1952 e uma estação de rádio, Rádio IBRA em Tânger, Marrocos, Em 1955. No mesmo ano, a Igreja Filadélfia sediou a Conferência Mundial Pentecostal.
Pethrus renunciou ao pastorado em 7 de setembro de 1958. Ele continuou a pregação como um pregador itinerante, e estabeleceu o Lewi Pethrus Trust for Filantropic Endeavour em 1959. Em 1964, ele liderou a fundação do Partido Democrata-Cristão da Suécia. Sua esposa Lydia morreu em 30 de dezembro de 1966. Um ano antes de sua morte, ele foi feito um Cavaleiro Comandante da Ordem de Vasa. Seu último sermão foi proferido na convenção anual Nyhemsveckan Pentecostal em 1974, pouco antes de sua morte em 4 de setembro. Sua autobiografia, Ett sagolik liv ( 'a vida andares') foi publicado em 1976.